# Martina Ess

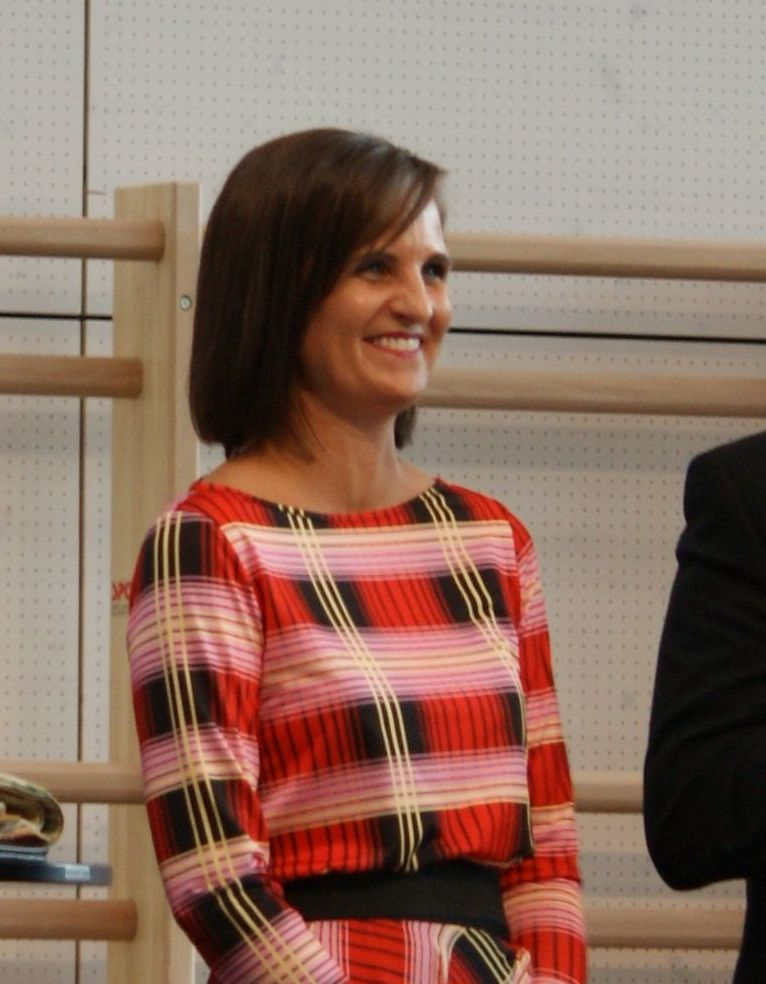
Martina Ess (2018)

Martina Ess (* 3. Juli 1980 in Feldkirch; geborene Martina Schäper) ist eine österreichische Politikerin der Österreichischen Volkspartei (ÖVP). Am 3. Oktober 2018 wurde sie vom Vorarlberger Landtag zum Mitglied des Bundesrates gewählt, am 11. Oktober 2018 wurde sie  angelobt.

## Leben
Martina Ess wuchs in Satteins auf und studierte nach der Matura ab 1998 Lehramt Germanistik, Philosophie, Psychologie und Pädagogik an der Universität Innsbruck, das Studium schloss sie 2003 als Magistra ab. 2007/08 war sie als Fulbright-Stipendiatin und Teaching Assistant an der University of Cincinnati in Ohio. Außerdem bildete sie sich zur Mediatorin für gemeinschaftsbasierte Konfliktlösung weiter.
Nach dem Studium war sie zunächst Assistentin der Geschäftsleitung beim Vorarlberger Medienhaus und in der Personalberatung tätig, von 2005 bis 2011 unterrichtet sie am Gymnasium Schillerstraße in Feldkirch, von 2008 bis 2010 auch an der Volkshochschule Götzis. Seit 2011 ist sie selbständige Moderatorin, Konzeptentwicklerin und Trainerin.

### Politik
Bei der Nationalratswahl 2017 kandidierte sie für die ÖVP als Spitzenkandidatin der Vorarlberger Landesliste und auf dem 14. Platz der Bundesliste.
Sie folgte Edgar Mayer als Mitglied des Bundesrates nach und wurde hierfür am 10. September 2018 vom Landesparteivorstand der ÖVP Vorarlberg nominiert. In der Landtagssitzung am 3. Oktober 2018 wählte der Vorarlberger Landtag daraufhin Martina Ess zum aus Vorarlberg entsandten Mitglied des Bundesrats. Bei der Nationalratswahl 2019 kandidierte sie als Spitzenkandidatin der Vorarlberger Volkspartei auf deren Landesliste für Vorarlberg sowie auf Platz 18 der ÖVP-Bundesliste. Über beide Listen konnte sie jedoch, wie schon bei der Wahl 2017, kein Nationalratsmandat erreichen.
Wenige Wochen nach der Wahl kündigte Martina Ess an, nicht erneut als Bundesratsmitglied zur Verfügung zu stehen, nachdem der Vorarlberger Landtag nach dessen Wahl am 13. Oktober 2019 die Bundesratsmitglieder neu zu nominieren hatte. Stattdessen wolle sie wieder ihrem seit 2011 ausgeübten Beruf nachgehen. Als ihre Nachfolgerin im Bundesrat wurde von der Vorarlberger Volkspartei Heike Eder nominiert. Nach dem Ausscheiden von Josef Moser aus dem Nationalrat Ende März 2020 übernahm Werner Saxinger das ihr zustehende Mandat auf der Bundesliste.

## Publikationen
- Mobbing unter Schülern – eine didaktische Aufarbeitung der Kinder- und Jugendliteratur, Verlag Dr. Kovač, Hamburg 2005, ISBN 978-3-8300-1859-9